# Digitale Volumentomographie

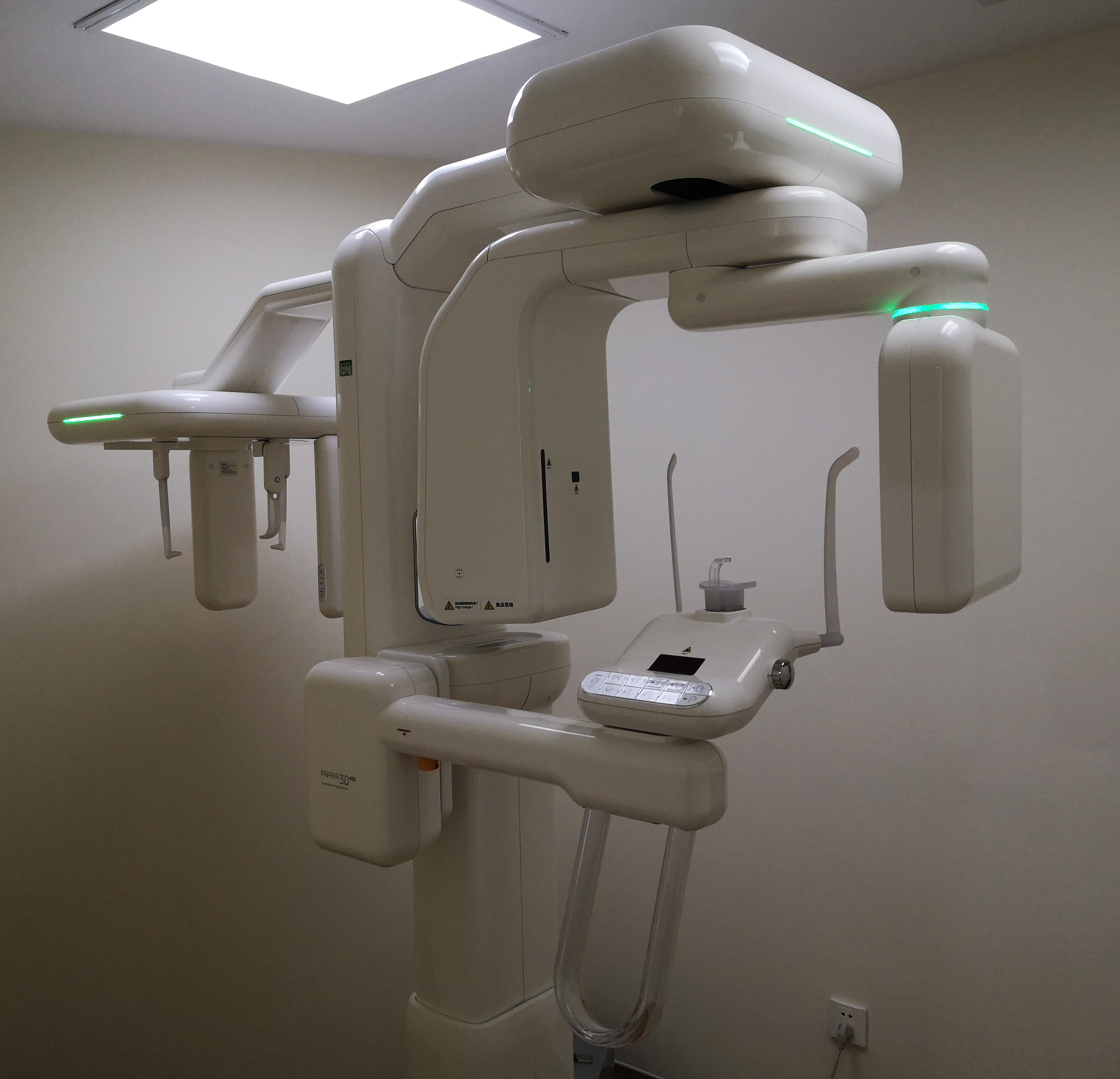
Genoray Papaya 3D Plus, ein DVT für die Zahnmedizin

Die digitale Volumentomographie (DVT) ist ein dreidimensionales, bildgebendes Tomographie-Verfahren unter Nutzung von Röntgenstrahlen, das vor allem in der Hals-Nasen-Ohren-Heilkunde, der Mund-, Kiefer- und Gesichtschirurgie und der Zahnmedizin zum Einsatz kommt. Der Ursprung der DVT in Deutschland liegt in der Zahnheilkunde. Dort wurde sie ursprünglich als „dentale Volumentomographie“ bezeichnet. Durch Verbesserung und Fortentwicklung konnte vor einigen Jahren die DVT in die HNO-Heilkunde eingeführt werden, da auch die Beurteilung von Weichteilstrukturen sowie eine sog. „virtuelle Endoskopie“ möglich ist, die Ramming und Waller erstmals in Deutschland wissenschaftlich im Bereich der Hals-Nasen-Ohren-Heilkunde vorstellten.

## Bildgebung
Ähnlich wie bei der Computertomographie (CT) oder der Magnetresonanztomographie (MRT) dient auch die DVT der Erzeugung von Schnittbildern. Bei der DVT handelt es sich um eine digitale Aufnahmetechnik, bei der ein dreidimensionales (3D) Strahlenbündel in Kombination mit einem flächigen Detektor verwendet wird. Das Strahlenbündel wird entweder konusförmig (Bildverstärker) oder pyramidenförmig (Flachpanel-Detektoren) eingeblendet. Die Flachpanel-Detektoren zeichnen sich gegenüber den Bildverstärkern durch geringere Verzerrung und größere Detailschärfe und Ortsauflösung aus. Sie eignen sich besonders für die in der HNO gebräuchlichen großflächigen Sensoren und sollten den Bildverstärkern vorgezogen werden. Auf einer Kreisbahn wird eine große Anzahl von Projektionsaufnahmen erzeugt, aus welchen mittels Rückprojektion unmittelbar ein 3D-Volumen der abgebildeten Region berechnet wird. Für das Verfahren typisch ist eine isometrische Ortsauflösung im Volumen in allen drei Raumrichtungen sowie die Konzentration auf die Darstellung von Hochkontrast, das heißt auf Hartgewebe. Gegenüber der klassischen (Einzeilen-)Computertomographie (CT) grenzt sich die DVT durch die Verwendung eines dreidimensionalen Nutzstrahlenbündels sowie eines zweidimensionalen Bildrezeptors technisch ab.
DVT-Geräte generieren ihre Volumendatensätze mittels eines mathematischen Prozesses (Rückprojektion) aus in der Regel mehreren Hundert einzelnen Röntgen-Projektionsaufnahmen. Letztere sind, wie jede technische Messung, fehlerbehaftet. Die auf diesen Messungen sowie vereinfachten physikalischen Annahmen basierenden, errechneten 3D-Rekonstruktionen beinhalten diese Fehler als sogenannte „Artefakte“. Typisch sind hierbei Auslöschungs- und Aufhärtungsartefakte bedingt durch hochdichte Strukturen (zum Beispiel metallische Restaurationen) in Strahlengangsrichtung. Diese können die Beurteilung von unmittelbar angrenzenden Strukturen (zum Beispiel Approximalräume in der Kariesdiagnostik) unmöglich machen, manchmal können auch pathologische Strukturen vorgetäuscht werden (beispielsweise dunkel dargestellte periimplantäre Zonen um Implantatabbildungen). Weiterhin kann es zu Aliasing-Artefakten kommen (sog. Moiré-Muster, das heißt sich wiederholende Muster oder Streifen im Bild). Bedingt durch die relativ langen Umlaufzeiten von mehreren Sekunden treten zudem Verwacklungsartefakte auf, welche aus technischen Gründen bei höherer Ortsauflösung zunehmen. Dreidimensionale Röntgenbildgebung bietet gegenüber herkömmlichen, zweidimensionalen Verfahren den grundsätzlichen Vorteil, die natürlicherweise vorliegende Dreidimensionalität anatomischer Strukturen ohne Dimensionsverlust wiedergeben zu können. Im Gegensatz zum zweidimensionalen Röntgen, wo die Information in Strahlengangsrichtung stark reduziert wird, ermöglicht das dreidimensionale Röntgen wie die DVT die Darstellung der abgebildeten anatomischen Strukturen in allen Raumrichtungen. Dies führt zu einem erhöhten Richtungsinformationsgehalt dreidimensionaler Aufnahmen (siehe Abbildung). Die räumliche Zuordnung anatomischer Strukturen wird in drei Dimensionen häufig überhaupt erst möglich. Da es sich um ein relativ neues Verfahren handelt, liegt für viele Fragen jedoch bisher keine Evidenz dahingehend vor, inwieweit diese Zusatzinformation einen erhöhten diagnostischen Nutzen oder einen klinischen Vorteil für den Patienten erbringt. Aus der klinischen Routinediagnostik kann dies jedoch klar bejaht werden.
Die auf dem Markt befindlichen Geräte unterscheiden sich hauptsächlich durch die Ausführung als DVT/CBCT oder Hybrid-Gerät (Kombination aus DVT, OPG und CEPH), Scanwinkel (200°–360°), die Größe des Sichtfeldes (Field of View, FOV), Art der Patientenpositionierung und Fixierung (stehend, sitzend oder liegend) und dem verwendeten Sensortyp (CMOS, ASi Flachdetektor oder Bildverstärker). Besonderes Augenmerk liegt auf dem verwendeten Röhrentyp (Hochfrequenz gepulst, nicht gepulst), Röhren-Spannung (80–120 kV), Brennfleck (0,3–0,7 mm) und der Scan-Dauer (Belichtungszeit). Besonders positiv auf die Bildqualität bei niedriger Patientenbelastung wirken sich die folgenden Parameter aus: gepulste HF-Röhre, kleiner Brennfleck, hohe elektrische Spannung und kurze effektive Belichtungszeit. Weiterhin ist es vorteilhaft, dass auch die Gesamtbelichtungszeit kurz gehalten wird. Dadurch verringert sich die Wahrscheinlichkeit von Verzeichnungen oder Verwacklungsartefakten. Auch ist die Eingrenzung (Einblendung) der möglichen FOV über Blei-Blenden (Kollimatoren) bei einigen Geräten möglich. Durch die Kollimation wird der Strahlenkegel nur auf anatomische (Teil-)Region ausgerichtet, welche nach der Erfassung zur Berechnung der 3D-Volumen benötigt werden – so wird unnötige Bestrahlung vermieden. Nur diese echte Kollimation dient dem Strahlenschutz. Leider können die meisten Geräte der älteren und unverständlicherweise auch der neueren Generation eine Kollimation nur mathematisch, d. h. ohne Reduktion der realistischen Bestrahlungswerte, vornehmen.
In der Regel haben Geräte, welche als reine DVT-Geräte ausgeführt sind, andere mechanische Eigenschaften als Hybrid-Geräte. Das liegt an der Ausführung der Aufhängung des U-Arms. Bei Hybrid-Geräten ist es notwendig, den Kieferbogen für OPG-Aufnahmen in einer annähernd parabelförmigen Bahn zu belichten. Das hat zur Folge, dass der U-Arm des Hybrid-Gerätes sowohl eine radiale als auch X-Y-Bewegung ausführen muss. Bei reinen DVT-Geräten ist dagegen lediglich eine stabile zentrale Lagerung der Achswelle des U-Arms erforderlich. Die Aufhängung des U-Arms bei reinen DVT-Lösungen ist in der Regel auch massiver ausgelegt, da die Geräte meist einen größeren Fokus-Objekt-Abstand abbilden. Weiterhin ist es wichtig, den Detektor möglichst nahe an das Objekt zu bringen; dadurch ergibt sich eine asymmetrische Aufhängung des U-Arms, welche durch Gewichte im U-Arm ausgeglichen wird. Vereinfacht beschrieben, wird durch die Vergrößerung des Fokus-Objektabstandes und Verringerung des Detektor-Objektabstandes der Strahlenkegelwinkel flacher und Abbildung der im Strahlengang befindlichen Objekte – durch geringere Verzerrung auf dem Detektor – schärfer (Iluma, Whitefox). Aus der allgemeinen Röntgenlehre kennt man hierfür folgende Regel: Der Fokus-Objekt-Abstand muss möglichst groß und der Objekt-Film-Abstand möglichst klein sein.
Deshalb sind auch diese vornehmlich für zahnärztliche Anwendung entwickelten Hybrid-DVT-Geräte für die HNO-Heilkunde ungeeignet. Die neueste Generation der DVT-Geräte hat zusätzlich eine Hounsfield-Kalibrierung. Hierbei werden die Werte unterschiedlicher Röntgen-Dichte in standardisierte Hounsfield-Einheiten (hounsfield units=HU) umgerechnet. Diese liegen zwischen −1000 HU für Luft und 500 bis 3000 HU für Knochen. Dadurch kann auch Weichteilgewebe klar zugeordnet und mit Hilfe eines mathematischen Berechnungsprozesses dargestellt werden. Diese Technik eröffnet ganz neue Wege, sodass nun auch die Beurteilung von Weichteilstrukturen sowie eine sog. „virtuelle Endoskopie“ möglich ist. Hier wird noch keine gründliche computertomographische Weichteildiagnostik möglich, aber durch die dennoch hohen Kontrastwechsel zwischen Luft und Schleimhaut, zum Beispiel in der Nasenhaupt-/-nebenhöhle, kann die Oberfläche fotorealistisch dargestellt werden.

## Vergleich mit anderen radiologischen Bildgebungsverfahren
Die Datenerfassung und Berechnung der Bilddaten der digitalen Volumentomographie ist eine Kegelstrahl-Computertomographie, die so auch bei C-Bögen oder der Rotationsangiographie eingesetzt wird. Zur Erfassung der Rohdaten wurden früher die Bildverstärkerröhren einer Angiographie-Anlage verwendet, heute kommen fast ausschließlich Flachdetektoren zum Einsatz.
Ein DVT erzeugt zur Berechnung dreidimensionaler Strukturen zweidimensionale Bilder als Datensatz, während die Bildgebung eines Computertomographen ursprünglich auf einer eindimensionalen Detektion auf einen einzeiligen Detektor beruhte. Der Unterschied verwischt jedoch heute zunehmend, da aktuelle Computertomographen bis zu (2×) 320 Zeilen aufweisen und damit ebenfalls mit einer zweidimensionalen Projektion, also mit einem Kegelstrahl und nicht mehr mit einem Fächerstrahl arbeiten.

## Strahlenbelastung der DVT
Die effektive Dosis, die von einer DVT-Untersuchung der Gesichtsregion ausgeht, lag in einer Studie aus 2018 bei 275-297 µSv; deutlich tiefer als die des verglichenen CT-Geräts, aber höher als die von C-Bögen mit CT-Ausstattung. Für einen korrekten Dosisvergleich müssen allerdings das Bildrauschen und die angestrebte Auflösung berücksichtigt werden. Mit auf den Gesichtsbereich optimierten Einstellungen konnte ein CT-Gerät ähnliche Energiedosis (2.7 mGy vs 2.3-3.1 mGy) und bessere Bildhomogenität erreichen.

## Einsatzgebiete
Die DVT wurde in der Zahnheilkunde vornehmlich zur Planung von Operationen und dem Setzen von Implantaten verwendet. Mittlerweile wird sie auch in der Traumatologie, Oral- bzw. Kieferchirurgie, Endodontie (Wurzelbehandlungen), Kiefergelenksbehandlung und Parodontologie (Zahnfleischbehandlung) eingesetzt. So können z. B. die genauen Lagebeziehungen von kompliziert retinierten (Weisheits-)Zähnen, etwa zum Canalis mandibulae oder zur Kieferhöhle, genau bestimmt werden.
In der zahnärztlichen Chirurgie wird die DVT vorwiegend zur Diagnostik von knöchernen, dento-maxillo-facialen Strukturen eingesetzt. Mögliche Indikationen sind Alveolarfortsatzfrakturen und knöcherne pathologische Veränderungen wie z. B. odontogene Tumoren und größere periapikale Läsionen.

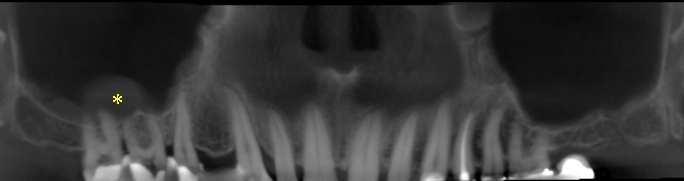
Dentale Volumentomografie einer Kieferhöhle mit Begleitsinusitis (*) nach akuter Zahnnerventzündung im Oberkiefer

In der HNO-Heilkunde wird sie ebenfalls zur Diagnostik und vor Operationen im Bereich der Nasennebenhöhlen oder der Ohren (Felsenbein) herangezogen.
Mittels DVT kann auch zwischen odontogener (vom Zahn ausgehender) Sinusitis und rhinogener (von der Nasenschleimhaut ausgehender) Sinusitis unterschieden werden. Die hierbei im Mittelpunkt der Betrachtung stehende Kieferhöhle bildet somit die Schnittstelle zwischen Zahnmedizin und Hals-Nasen-Ohrenheilkunde.
Durch neue Geräte werden DVT (CBCT) auch in der Human- und Veterinärmedizin eingesetzt.

## Gerätetechnik und Software dentaler Volumentomografen

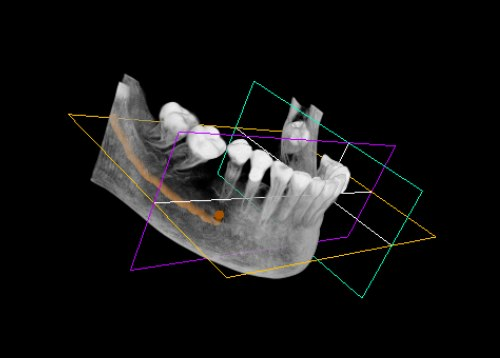
Dentale Volumentomografie des Unterkiefers, gerenderte Darstellung mit Unterkiefernerv

Mittlerweile haben sich immer mehr große Dentalfirmen auf die Herstellung oder den Vertrieb von dentalen Volumentomografen verlegt. Durch die sinkenden Anschaffungskosten für DVT-Geräte sind diese mittlerweile auch für allgemeine Zahnarztpraxen interessant. Insbesondere sogenannte Kombinationsgeräte mit zusätzlichen Sensoren (für Orthopantomogramm und Fernröntgenseitenbild) bieten sich für eine allgemein-zahnmedizinische Zahnarztpraxis an. Derzeit zeichnet sich auch ein Trend zu Geräten mit volumenspezifisch frei einstellbaren Untersuchungsfeldern (Field of View=Sichtfeld) zur weiteren Strahlenreduktion ab. Die Datenformate sind mehr und mehr standardisiert, jedoch stellen nicht alle Hersteller den DICOM-Standard für die Archivierung und den Austausch der digitalen Tomografien zwischen den Ärzten bereit. Teilweise werden herstellerspezifische Dateiformate gewählt, wodurch der ungehinderte Austausch zwischen Ärzten erschwert wird. Es gibt einige wenige Geräte, welche speziell für die Anforderungen im HNO-Bereich entwickelt wurden.

## DVT-Geräte in der Hals-Nasen-Ohrenheilkunde
In der Hals-Nasen-Ohrenheilkunde haben die DVT-Geräte, auch aufgrund der wesentlich kleineren Anzahl der in diesem Fachgebiet tätigen Ärzte, noch nicht so häufig Einzug in die Diagnostik gehalten. Die in diesem Bereich nötigen DVT-Geräte müssen notwendigerweise große Volumen abbilden und sind somit auch wesentlich teurer als viele dentale Volumentomografen.

## DVT-Geräte in der Orthopädie
Neue DVT-Geräte bieten auch die Möglichkeit, durch eine Gantry bis 59 cm und einen Patiententisch, Extremitäten und weitere orthopädischer Fragestellungen mit geringer Dosis und hoher Auflösung darzustellen. Ein weiterer Vorteil gegenüber dem Mehrschicht-Spiral-CT (MSCT) sind geringere Metall-Artefakte.

## Weitere Einsatzgebiete
Abseits der Medizintechnik wird das Verfahren in leicht veränderter Form auch zur Materialprüfung eingesetzt. Dabei kommen größere Sensoren mit veränderter Empfindlichkeit, längerer Belichtungszeit, höhere Röntgendosen und durchdringendere Röntgenstrahlung (höhere Spannung der Röntgenröhre; für schwerere chemische Elemente wie Eisen oder Kupfer) zum Einsatz.